# Чемпионат мира по шоссейным велогонкам 1979
Чемпионат мира по шоссейным велогонкам 1979 года проходил 26 августа в общине Валкенбюрг-ан-де-Гёл (Нидерланды).

## Медалисты
| Велогонка     | Золото                                                                    | Золото   | Серебро                                                                   | Серебро | Бронза                                                                         | Бронза |
| ------------- | ------------------------------------------------------------------------- | -------- | ------------------------------------------------------------------------- | ------- | ------------------------------------------------------------------------------ | ------ |
| Мужчины       |                                                                           |          |                                                                           |         |                                                                                |        |
| Профессионалы | Ян Рас · Нидерланды                                                       | 7ч03’09" | Дитрих Турау ФРГ                                                          |         | Жан-Рене Бернодё · Франция                                                     |        |
| Любители      | Джанни Джакомини · Италия                                                 |          | Ян Янкевич · Польша                                                       |         | Бернд Дроган · ГДР                                                             |        |
| Команды       | ГДР · Бернд Дроган · Ханс-Йоахим Хартник · Андреас Петерман · Фальк Боден |          | Польша · Ян Янкевич · Чеслав Ланг · Стефан Чеканьский · Витольд Плутецкий |         | Норвегия · Гейр Дигеруд · Мортен Сетер · Йостейн Вильманн · Ханс-Петер Одегорд |        |
| Женщины       |                                                                           |          |                                                                           |         |                                                                                |        |
|               | Петра де Брёйн · Нидерланды                                               |          | Жен Де Смет · Бельгия                                                     |         | Беате Хабец ФРГ                                                                |        |